# یووووتسی
یووووتسی (به بلغاری: Yovovtsi) یک منطقهٔ مسکونی در بلغارستان است که در تریاونا واقع شده‌است.